# Georg Katzer
Georg Katzer (Habelschwerdt, Szilézia, 1935. január 10. – Berlin, 2019. május 7.) német zeneszerző. Fontos pozíciókat töltött be az egykori NDK zenei életében, de jelentős alakja volt az egyesített Németország kulturális életének is. Úttörője volt az elektronikus zene NDK-beli terjesztésének. Legismertebb műve a Das Land Bum-Bum (1973) című gyermekopera.

## Élete

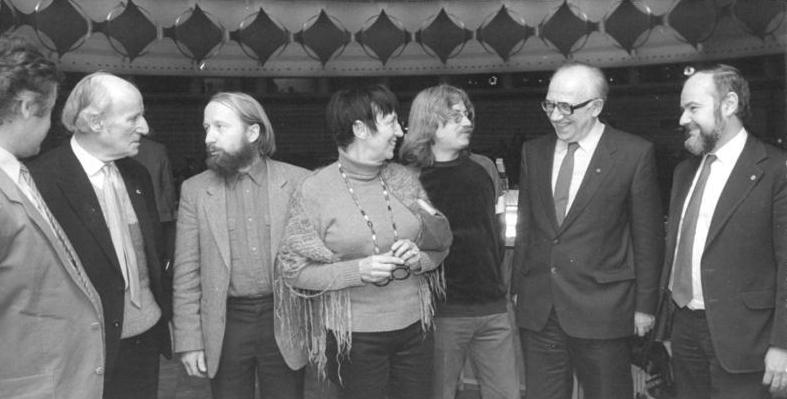
Katzer (balról a 3.) és egyik tanára, Ruth Zechlin (középen) az NDK Zeneszerző és Zenetudós Szövetségénének 1982-es konferenciáján

Édesapja cukrász volt. 1946-ban családját kitelepítették Magdeburg közelébe. 1953-ban érettségizett a möckerni Wendgräben-kastélyban működő bentlakásos gimnáziumban. A következő évtől a kelet-berlini Hanns Eisler Zeneművészeti Főiskola zongora–zeneelmélet–zeneszerzés szakos növendéke lett. A komponálást Rudolf Wagner-Régenynél és Ruth Zechlinnél tanulta. Az 1957–58-as tanévet a prágai zeneakadémián töltötte. Itt szerezte első filmzenéjét. Berlinbe visszatérve 1960-ban fejezte be a főiskolát. 1961 és ’63 között az NDK Művészeti Akadémiájának mesterképzőjén Hanns Eisler utolsó tanítványa volt.
1963-tól szabadúszó zeneszerző. 1966–67-ben az NDK Nemzeti Néphadseregének művészegyüttesében (Erich-Weinert-Ensemble) dolgozott. 1976-ban a Csehszlovák Rádió pozsonyi kísérleti elektroakusztikus stúdiójában, 1977-ben a Bourges-i Kísérleti Zenei Csoportban (GMEB) alkotott. 1978-tól az NDK Művészeti Akadémiájának tagja, 1980-tól professzora. 1986-ban megalakította az akadémia Kísérleti Elektroakusztikus Stúdióját.
1982 és '89 között az NDK Zeneszerző és Zenetudós Szövetségének alelnöke. 1989-ben a Nemzetközi Elektroakusztikus Zenei Társaság keletnémet szekciójának, a következő évben az NDK Zenei Tanácsának elnöke.

## Díjai, elismerései
- 1964–65 – Mendelssohn-ösztöndíj
- 1975 – 1. hely gyermek- és ifjúsági színházak számára írt művek versenyén
- 1976 – A Német Demokratikus Köztársaság Művészeti Díja